# インターナショナル・ボウリング・チャンピオンシップ
インターナショナル・ボウリング・チャンピオンシップ・サポーテッドバイDHC（World Bowling Tour International Bowling Championships supported by DHC）は、世界テンピンボウリング協会（WTBA）のワールド・ボウリング・ツアー（WBT）に含まれる、全日本ボウリング協会（JBC）主催、DHC特別協賛により、日本で開催されていたボウリングの国際オープン大会である。
後継大会として2015年から「DHCカップ PBAジャパン インビテーショナル」の開催が予定されている。

## 概要
2013年の第2回大会はWTBAのWBTメジャー大会として開催されていた。
2014年は開催中止となり、そのまま本大会は終了した。
DHCが特別協賛するボウリング大会としては、後継大会として2015年から「DHCカップ PBAジャパン インビテーショナル」の開催が予定されている。この大会は、2014年から全米プロボウラーズ協会（PBA）がリージョナルツアー（下部ツアー）日本地区を開始させるにあたり、そのツアーを締めくくる役割も担う形で創設される、PBAトッププロが参加する国際大会である。

## 歴代大会結果
| 回 | 開催時期 大会詳細                                                              | 開催地                                | 優勝選手・チーム   | 優勝選手・チーム | 優勝選手・チーム                                                                    | 優勝選手・チーム                                                                    |
| 回 | 開催時期 大会詳細                                                              | TV決勝特設会場                        | 男子個人           | 女子個人         | 男子トリオ                                                                          | 女子トリオ                                                                          |
| -- | ------------------------------------------------------------------------------ | ------------------------------------- | ------------------ | ---------------- | ----------------------------------------------------------------------------------- | ----------------------------------------------------------------------------------- |
| 1  | インターナショナル・ ボウリング・ チャンピオンシップ 2012 2012年2月9日 - 11日  | 博多スターレーン                      | トミー・ジョーンズ | シェリー・タン   | 世界選抜男子（男女混合開催） ダン・マクレランド マイク・フェーガン クリス・バーンズ | 世界選抜男子（男女混合開催） ダン・マクレランド マイク・フェーガン クリス・バーンズ |
| 1  | インターナショナル・ ボウリング・ チャンピオンシップ 2012 2012年2月9日 - 11日  | 博多スターレーン ダイヤモンド・ホール | トミー・ジョーンズ | シェリー・タン   | 世界選抜男子（男女混合開催） ダン・マクレランド マイク・フェーガン クリス・バーンズ | 世界選抜男子（男女混合開催） ダン・マクレランド マイク・フェーガン クリス・バーンズ |
| 2  | インターナショナル ・ボウリング・ チャンピオンシップ 2013 2013年1月17日 - 19日 | 稲沢グランドボウル                    | トミー・ジョーンズ | シャイナ・ン     | 世界選抜男子 マイク・フェーガン イ・ドンチョル ライアン・シミネリ                   | 日本選抜女子 浅田梨奈 泉宗心音 鷲塚志麻                                             |
| 2  | インターナショナル ・ボウリング・ チャンピオンシップ 2013 2013年1月17日 - 19日 | 稲沢フットサルスタジアム              | トミー・ジョーンズ | シャイナ・ン     | 世界選抜男子 マイク・フェーガン イ・ドンチョル ライアン・シミネリ                   | 日本選抜女子 浅田梨奈 泉宗心音 鷲塚志麻                                             |